# کاروانسرای آجری انجیره
کاروانسرای آجری انجیره مربوط به دوره قاجار است که شهرستان اردکان، در بیابان انجیره، در مجاورت راه قدیمی یزد به ساغند و طبس، در فاصله تقریبی ۵۰۰ متر از کاروانسرای سنگی انجیره قرار گرفته‌است. این اثر با شمارهٔ ثبت ۳۲۸۱۲ به‌عنوان یکی از آثار ملی ایران به ثبت رسیده‌است.

## ویژگی‌ها
کاروانسرای آجری انجیره به صورت چهار ایوانه اجرا شده و در چهار طرف آن برج‌هایی با تزئینات آجری به چشم می‌خورد. این مجموعه شامل برج، قنات، راهروهای موازی در دو طرف کاروانسرا، آب‌انبار و … است. این بنای آجری از لحاظ معماری دارای پلان چهارضلعی منظم بوده که عمده مصالح به‌کار رفته در آن آجر است.

## ثبت در فهرست میراث جهانی
در ۲۶ شهریور ۱۴۰۲ در جریان چهل و پنجمین اجلاس کمیته میراث جهانی یونسکو در ریاض، کاروانسرای آجری انجیره به‌همراه ۵۳ کاروانسرای تاریخی دیگر (جمعاً ۵۴ کاروانسرا در ۲۴ استان ایران) تحت عنوان کاروانسراهای ایرانی در فهرست میراث جهانی قرار گرفتند. این مجموعه جهانی به عنوان بیستمین و هفتمین اثر جهانی کشور ایران شناخته می‌شود.